# Phare de Capo Suvero
Le phare de Capo Suvero (en italien : Faro di Capo Suvero) est un phare actif situé à sur un promontoire du même nom faisant partie du territoire de la commune de Gizzeria (Province de Catanzaro), dans la région de Calabre en Italie. Il est géré par la Marina Militare.

## Histoire
Le premier phare, une tour octogonale centrée sur une maison de gardien, avait été érigé en 1869. Le phare actuel, mis en service en 1984, se situe près de l'ancien et marque l'entrée nord du golfe de Sainte-Euphémie à environ 2 km au sud de la marina de Gizzeria. Il est entièrement automatisé et alimenté par le réseau électrique.

## Description
Le phare  est une tour carrée en maçonnerie de 25 m de haut, avec galerie et lanterne, attenante à une maison de gardien de deux étages. Le bâtiment est peint en blanc et le dôme de la lanterne est gris métallique. Il émet, à une hauteur focale de 58 m, deux éclats blancs d'une seconde par période de 10 secondes. Sa portée est de 16 milles nautiques (environ 30 km) pour le feu principal et 12 milles nautiques (environ 22 km) pour le feu de veille.
Identifiant : ARLHS : ITA-045 ; EF-2692 - Amirauté : E1756 - NGA : 9684 .

## Caractéristiques dufeu maritime
Fréquence : 10 secondes (W-W)
- Lumière : 1 seconde
- Obscurité : 2 secondes
- Lumière : 1 seconde
- Obscurité : 6 secondes

### Lien connexe
- Liste des phares de l'Italie